# Ca l'Anglasell
Ca l'Anglasell o Torre Moixó va ser una casa senyorial de Badalona.
Aquesta casa estava situada on actualment hi ha la cruïlla del passeig de la Torre i el passeig dels Encants, darrer de l'antic escorxador municipal, a l'actual barri de la Salut. Fins a 1915, aproximadament, el paisatge dels voltants eren camps de conreu i s'accedia a la finca a través d'un camí que pujava des de la carretera general, a banda i banda de la qual hi havia fileres de plàtans, raó per la qual aquest camí va ser conegut com passeig dels Plàtans, que correspon a l'actual passeig de la Salut.
La casa va pertànyer a la família Anglasell i, més tard, als Moixó, que van ser els principals terratinents de Badalona des del segle xviii, especialment a la zona de l'antic veïnat de Llefià. Al segle xix, la família va enllaçar amb els Sentmenat, barons de Sant Mori, marquesos des de 1893, i per això la casa també se la coneixia com torre Moixó. A principis de segle XX s'havia promogut ja alguna urbanització, i el veïnat que hi havia al voltant del casal era conegut com «barriada de Ca l'Anglasell». Vers 1920, Francesc de Moixó va vendre la casa i els terrenys a Anselm de Riu, que va promoure una nova urbanització que donaria forma al barri de la Salut. A les mateixes terres s'hi va construir per part de l'Ajuntament de Badalona, el 1928, el nou escorxador municipal.
La casa va subsistir fins a començaments de la dècada de 1970, moment en què va ser enderrocada.